# هشام محذوفی
هشام محذوفی (انگلیسی: Hicham Mahdoufi؛ زادهٔ ۵ اوت ۱۹۸۳) بازیکن فوتبال اهل مراکش است.
از باشگاه‌هایی که در آن بازی کرده‌است می‌توان به باشگاه فوتبال متالیست خارکوف، باشگاه فوتبال المپیک خریبکه، باشگاه فوتبال دینامو کیف، و باشگاه فوتبال الرجا اشاره کرد.
وی همچنین در تیم ملی فوتبال مراکش بازی کرده‌است.